# Anna Rosa Cisquella i Passada
Anna Rosa Cisquella (Barcelona, 20 de juny de 1954) és actriu i la productora executiva de la companyia de teatre Dagoll Dagom. És la germana bessona de Georgina Cisquella i està casada amb l'actor Pep Cruz.

## Trajectòria
Llicenciada en Història Contemporània per la UAB va començar els seus estudis d'interpretació a l'Orfeó de Sants. Després d'intervenir en diversos espectacles universitaris (Les Troianes d'Eurípides-Sartre amb qui va compartir repartiment amb Rosa Novell i Isona Passola o La Setmana Tràgica dirigida per Lluís Pasqual), l'any 1975 inicia la seva carrera professional com a actriu ingressant a la companyia Els Joglars dirigida per Albert Boadella amb l'espectacle Alias Serrallonga amb el qual va fer diverses gires per l'estat espanyol i Amèrica del sud. També va intervenir en la sèrie televisiva La Odisea d'Els Joglars i en la sèrie televisiva Terra d'escudella.
Amb l'Assemblea d'Actors i directors, va formar part de la Trilogia dels marginats (que incloïa Una bassa d'oli de Joan Abellán, Els Jambus de Juli Vallmitjana, Drama d'humils de Joan Puig i Ferreter) i Crac! o la irresistible caiguda en vertical del teatre amb direcció de Jaume Melendres, Frederic Roda i Joan Abellan i música de Francesc Burrull i La Trinca.
Va entrar a formar part de Dagoll Dagom l'any 1977 com a actriu amb l'espectacle No hablaré en clase dirigit per Joan Ollé. Va formar part del repartiment d'Antaviana (1978), un espectacle basat en els contes de Pere Calders amb direcció de Joan Lluís Bozzo. L'espectacle va girar amb gran èxit durant tres anys. Després va participar en els espectacles La nit de Sant Joan (1981), amb música de Jaume Sisa i direcció de Joan Lluís Bozzo i Glups! a partir dels còmics de Gérard Lauzier amb música de Joan Vives i direcció de Joan Lluís Bozzo. A partir de l'any 1985 va deixar la interpretació per centrar-se en temes tècnics, de dramatúrgia d'espectacles i producció dels següents projectes de la companyia.
Ha estat coordinadora general de l'empresa 3XTR3S (formada per Anexa, Dagoll Dagom i El Tricicle) que gestiona el Teatre Poliorama i el Teatre Victòria fins al 2019. Ha estat presidenta de l'Associació de Companyies de Teatre Professional de Catalunya i vicepresidenta de la Federación Estatal de Asociaciones de Empresas de Teatro y Danza. El 2021 va dirigir l'espectacle Bye bye monstre. El juny del 2022, en una entrevista a la Cadena ser, anuncià que es tornarà a representar l'emblemàtica Mar i Cel al 2024 i probablement aquesta obra servirà com a cloenda de la seva vida professional, així com l'acte de clausura de la companyia Dagoll Dagom.
Juntament amb Isona Passola i Vidal, la Sala Flyhard, la cooperativa BAARC i Natàlia Obiols engega la rehabilitació dels Cinemes Texas per convertir-los en una sala de teatre, l'únic cinema del món on només es farà cinema en català i un centre cultural.

## Reconeixements
L'any 1994 va recollir el Premi Nacional de Cultura per la trajectòria de la seva companyia, Dagoll Dagom.
Creu de Sant Jordi 2021.